# Juan José Aníbal Mena Porta
Juan José Aníbal Mena Porta (* 30. März 1889 in Asunción; † 29. Mai 1977) war ein paraguayischer Geistlicher.
Mena Porta wurde am 20. Dezember 1913 zum Priester geweiht. Papst Pius XII. ernannte ihn am 25. Juli 1936 zum Titularbischof von Limnae und Weihbischof in Asunción. Juan Sinforiano Bogarín, Erzbischof von Asunción, weihte ihn am 8. November 1936 zum Bischof. Mitkonsekratoren waren Emilio Sosa Gaona SDB, Bischof von Concepción y Chaco, und Agustín Rodríguez, Bischof von Villarrica. Am 14. Juni 1941 wurde er zum Koadjutor-Erzbischof von Asunción und Titularerzbischof von Cyrrhus ernannt. Am 25. Februar 1949 starb Juan Sinforiano Bogarín und er folgte ihm als Erzbischof von Asunción nach.
Von 1958 bis 1970 war er erster Präsident der paraguayischen Bischofskonferenz
Am 16. Juni 1970 nahm Papst Paul VI. seinen Rücktritt als Erzbischof an und ernannte ihn zum Titularerzbischof pro hac vice von Musti. Bereits am 25. November 1970 verzichtete er wieder auf sein Titularbistum und wurde zum Erzbischof emeritus ernannt.
Young nahm als Konzilsvater an der ersten und dritten Sitzungsperiode des Zweiten Vatikanischen Konzils teil.